# Les Drapeaux de papier
Les Drapeaux de papier és una pel·lícula dramàtica francesa escrita, dirigida i editada per Nathan Ambrosioni, estrenada el 2018. Aquest és el seu primer llargmetratge als divuit anys. El cost de la pel·lícula fou d’un milió d’euros.

## Argument
Vincent troba la seva germana petita després de 12 anys a la presó.

## Repartiment
- Noémie Merlant : Charlie
- Guillaume Gouix : Vincent
- Sébastien Houbani : Pierre
- Jérôme Kircher : Jean, el pare
- Alysson Paradis : Emma
- Anne Loiret : la psicòloga

## Producció
Després d'uns quants Curtmetratges, Nathan Ambrosioni va escriure el guió als disset anys i va dirigir el seu primer llargmetratge als divuit gràcies a que la productora Stéphanie Douet de Sensito Films li havia agradat el script.
El rodatge comença el febrer de 2018 a Draguinhan al Var, continua prop d'Antíbol i la regió grassoise als Alps Marítims, i acaba al final  març de 2018.

## Llançament

### En competició
Les Drapeaux de papier es presenta el 4 d'octubre de 2018| al Festival Internacional del Cinema Francòfon de Namur, així com el 17 d'octubre de 2018 al Festival Internacional de Cinema de La Roche-sur-Yon i al novembre de 2018 al festival de cinema francòfon Cinemania:. S'estrena el 13 de febrer de 2019 a França.

### Crítiques
La pel·lícula rep una valoració mitjana de 3,3 a Allociné.
Télérama felicita els actors el talent visceral de Guillaume Gouix. (…) Noémie Merlant, una gran actriu del demà.
La ressenya de Première és positiva però revela alguns defectes L'escena del retrobament amb el pare és l'única que sona falsa..

## Distincions

### Premis
- Festival Internacional de Cinema de La Roche-sur-Yon : selecció “Perspectives”:
  - Premi del públic
  - Preus de la trajectòria
- Premiers Plans Festival d'Angers 2019: selecció de “Llargmetratges francesos”:
  - Premi del públic Jean Claude Brialy
- Riviera International Film Festival 2019:[10]
  - Premi a la millor actriu per Noémie Merlant
  - Premi al millor actor per Guillaume Gouix
- XXXIII edició de la Mostra de València
  - Palmera de bronze[11]

### Nominacions i seleccions
- Festival de cinema de parla francesa Cinemania 2018: “Selecció oficial”[7]
- Festival Internacional de Cinema Francòfon de Namur 2018: selecció « Avant-premières »[5]